# The 3DO Company
Pour les articles homonymes, voir 3DO.
The 3DO Company, ou plus simplement 3DO, est une ancienne société américaine de développement et d'édition de jeux vidéo. Elle est fondée en 1991 sous le nom de SMSG, Inc. (pour San Mateo Software Group) par un des fondateurs d’Electronic Arts, Trip Hawkins, dans le cadre d’un partenariat entre sept sociétés incluant LG, Matsushita (Panasonic), AT&T, MCA, Time Warner et Electronic Arts. À la suite de l’échec commercial de sa console de jeu vidéo, la 3DO Interactive Multiplayer, la société met fin à ses activités de développement de console pour se concentrer sur le développement et l’édition de jeu vidéo. Elle fait faillite en 2003 du fait des mauvais résultats obtenus par ses jeux. Son siège social était basé à Redwood City en Californie . 

## Histoire

### Concepteurs de consoles
La société est fondée en 1991 avec pour objectif de créer une console de nouvelle génération, la 3DO Interactive Multiplayer, utilisant le CD-ROM comme support de stockage (par opposition aux cartouches à mémoire ROM). Son modèle économique repose sur les royalties générées par la vente des consoles et des jeux. En effet, la console, assemblée et distribuée par les différents partenaires sous licence, permet aux producteurs de jeux vidéo de ne payer que 3 $ de royaltie par jeu, un taux très inférieur à celui proposé par Nintendo et Sega à l'époque. Le lancement de la console en octobre 1993 est soutenu par une importante campagne de marketing qui attire l’attention de la presse et du grand public. La tendance de l’époque est en effet au multimédia, et une console 32 bits avec lecteur CD semble donc prometteuse. La console est annoncée au prix de 699 $, soit bien plus chère que ses concurrentes, mais les analystes considère alors que ce n’est pas un problème. Malgré ses qualités et la promotion qui l’entoure, la console est un échec commercial. En effet, si son modèle économique lui permet d’attirer les éditeurs grâce à de faibles royalties, son prix, trop important par rapport aux consoles de Nintendo et Sega, décourage les acheteurs. Contrairement à ces dernières, 3DO ne peut en effet se permettre de vendre à perte (et donc à bas prix) ses consoles, car les pertes ainsi générées ne peuvent être compensées par les importantes royalties versées par les éditeurs de jeu. Du fait de l’échec commercial de la console, les développeurs et éditeurs, qui avaient initialement été séduit par son modèle économique, abandonne peu à peu la console puisque leurs jeux ne se vendent pas. L’action de 3DO passe alors de 37$ en novembre 1993 à seulement 23 $ fin décembre. Bien que la situation financière de 3DO s’améliore l’année suivante, avec des revenus multiplies par trois, elle continue de perdre de l’argent. Les perspective pour la console continue de s’améliorer pendant la première moitié de 1995 avec quelques succès critiques, dont notamment le prix du meilleur matériel lors de l’European Computer Trade Show de 1995. En janvier 1996, la société vend sa console de nouvelle génération, la M2 à Matsushita. Grâce aux revenus dégagés par cette vente et à d’autres licences, 3DO parvient pour la première fois à dégager des profits au premier trimestre 1996, avec des revenus net de 1,2 million de dollars. Début 1996, la société abandonne le développement de consoles pour se consacrer uniquement au développement et à la publication de jeux vidéo destinés aux consoles et aux PC.

### Éditeurs de jeux vidéo
Après avoir abandonné leur console, 3DO rachète les studios Cyclone Studios, Archetype Interactive et New World Computing. La société connait alors un certain succès avec la série des Army Men, qui mettent en scène de petits soldats en plastique verts, ainsi qu'avec Heroes of Might and Magic, licence héritée de New World Computing. À la fin des années 1990, 3DO édite également l'un des premiers MMORPG en 3D, Meridian 59, mis en ligne le 15 décembre 1995 et toujours disponible grâce au soutien de leurs développeurs Andrew Kirmse et Chris Kirmse.
À l'exception de la franchise High Heat Baseball et de la série des BattleTanx, la plupart de leurs jeux ne font pas l'unanimité dans la presse. Malgré plus d'une centaine de jeux publiés en 12 ans, sur la plupart des plateformes de l'époque, et après plusieurs années de difficultés financières, la société entre en 2003 sous la protection du chapitre 11 de la loi sur les faillites des États-Unis et les droits sur les franchises et licences sont revendus à des concurrents comme Microsoft, Namco, Crave et Ubisoft ainsi qu'à Trip Hawkins lui-même, qui paye 405,000 $ pour les droits d'anciens titres. Puis Trip Hawkins fonda Digital Chocolate.
Le titre a été, de facto, retiré de la cotation NASDAQ courant 2003.

## 3DO Rating System
Le 3DO Rating System était utilisé pour classer la tranche d'âge des jeux de cette console dans quatre catégories:
- E - Everyone (Pour tout le monde)
- 12 - Guidance for age 12 & under (Surveillance conseillée pour les enfants de moins de 12 ans)
- 17 - Guidance for age 17 & under (Surveillance conseillée pour les enfants de moins de 17 ans)
- AO - Adults Only (Adultes seulement)